# Orange County SC
Orange County SC är en fotbollsklubb från Irvine, Kalifornien, USA.

## Historia
Klubben grundades 7 december 2010 i Fullerton, Kalifornien, en förort till Los Angeles. Laget har tidigare hyst stjärnor såsom Walter Gaitán, "El Divino" kallad, och den nigerianska landslagsmannen Bright Dike. Stjärnglansen återfanns sedermera framförallt i målvakten Mohammad Mohammadi, som i mars 2009 landslagsdebuterade för Irans fotbollslandslag. 
Även den finska liraren Eero Markkanen, känd från AIK och Real Madrid Castilla, spelade i klubben år 2021. 